# Symphyodon pennatulus
Symphyodon pennatulus là một loài rêu trong họ Daltoniaceae. Loài này được Mitt. ex Dixon Dixon mô tả khoa học đầu tiên năm 1925.